# Церковь Иоакима и Анны (Можайск)
Храм Святых Богоотец Иоакима и Анны (Якиманская церковь) — православный храм в городе Можайске Московской области. Построен в XIX веке на фундаментах белокаменного здания конца XIV века, от которого частично уцелел северный придел Леонтия Ростовского.

## История
Иоакимо-Анненский монастырь упоминается в грамоте 1504 года как «старая межа». Иными словами, даже древним летописцам точная дата его постройки была неизвестна, а современные исследователи относят его к началу XV века. В 1595—1598 годы в монастыре были одноимённая церковь и два придела — Воскресения Христова и Леонтия Чудотворца. В XVII—XVIII веках монастырь постепенно пришёл в запустение. Придел Леонтия Чудотворца перестроили в 1774—1779 году.
О средневековой Якиманской церкви Сергей Заграевский приводит следующие данные: «Начало XV века. Четырёхстолпный трехапсидный храм. Перестроена из кирпича в XIX веке, от первого храма уцелела северная стена». В большинстве работ датируется концом XIV века, летописные данные на этот счёт отсутствуют. Якиманский монастырь, соборным храмом которого служила церковь, впервые упоминается в 1596—1598 годах.
Ныне существующая церковь во имя святых Иоакима и Анны в Можайске была построена в 1867—1871 годах по проекту Казимира Гриневского. Рядом находится колокольня, строительство которой завершилось к 1892 году. Храм имеет два придела: Никольский и Ахтырской иконы Богоматери. Колокольня имеет вычурные эклектичные формы, увенчана декоративным шатром.
Придел Леонтия Ростовского, упоминаемый с конца XVI века, в 1770-х годах был капитально перестроен и расширен: надстроена апсида, сверху поставлена ротондальная колокольня с круглым куполом и маленькой главкой. Таким образом храм приобрел ещё одну редкую черту — церкви «под звоном» нечасто встречаются в архитектуре. Вместо четырёх малых глав ротонда звона была окружена четырьмя псевдоготическими башенками, верха которых утрачены. Декор храма представляет собой причудливое смешение стилей барокко, классицизма и псевдоготики.
Священники храма Кирилл Чмель (1879—1937) и Николай Сафонов (1900—1937) были расстреляны на Бутовском полигоне под Москвой.
В 1931—1932 годах в храме служил иерей Арефа Насонов, в 1938 году расстрелянный, а в 2001 году определением Священного синода причисленный к лику святых новомучеников и исповедников Российских для общецерковного почитания.
В советское время в части храма размещался архив, сейчас расположена приходская школа. В новой части храма богослужения не прекращались и в советское время.
С 1987 по 2009 годы настоятелем храма был протоиерей Пётр Деревянко. С 2009 года по настоящее время настоятель — протоиерей Александр Гудов.
В 2013 году храму были подарены мощи святых праведных Богоотец Иоакима и Анны. В связи с этим прихожане храма начали еженедельно, по четвергам, служить акафист Богоотцам.